# حدبة المهدي (شرس)

تعديل مصدري - تعديل

حدبة المهدي هي إحدى قرى عزلة شرس الاسفل بمديرية شرس التابعة لمحافظة حجة، بلغ تعداد سكانها 180 نسمة حسب تعداد اليمن لعام 2004.